# Ufaglært
En ufaglært, arbejdsmand eller specialarbejder er en person, som ikke har anden form for uddannelse eller faglige kvalifikationer end den almene skolegang. Vedkommende har altså hverken gennemgået en erhvervsuddannelse eller en mellemlang eller lang videregående uddannelse. Ufaglærte arbejdere har typisk haft dårligere muligheder end faglærte for selv at tilrettelægge og kontrollere deres arbejde.

## Arbejdsmænd, ufaglærte og specialarbejdere
Især tidligere er en ufaglært arbejder også blevet betegnet som arbejdsmand.
Det arbejde, en ufaglært får, var især tidligere manuelle job, som ikke kræver særlige kvalifikationer. Senere har der i stigende grad været tale om arbejdsopgaver, der krævede specifikke kvalifikationer, som bl.a. kunne erhverves på kortere arbejdsmarkedsuddannelser. I takt hermed er betegnelsen specialarbejder blevet mere almindelig.

## Organisering
Specialarbejdere er i Danmark traditionelt organiseret i Fagligt Fælles Forbund (3F), etableret i 2005 ved en fusion af Specialarbejderforbundet i Danmark (SiD) og Kvindeligt Arbejderforbund (KAD). SiD, der oprindelig blev stiftet i 1896-1897, hed oprindelig Dansk Arbejdsmands Forbund.

## Kendte ufaglærte
Blandt kendte danske ufaglærte var Danmarks tidligere statsminister Anker Jørgensen.